# Schwalbenweih
Der Schwalbenweih (Elanoides forficatus) ist eine Greifvogelart aus der Unterfamilie der Wespenbussarde (Perninae) und die einzige Art der Gattung Elanoides. Er ist aufgrund seines schwarz-weißen Gefieders und des milanartigen Flugbilds mit dem tief gegabelten Schwanz unverkennbar. Das sehr große Hauptverbreitungsgebiet erstreckt sich über das tropische Südamerika. Zudem kommt die Art in Florida, einigen Nachbarstaaten am Golf von Mexiko und in großen Teilen Zentralamerikas vor.

## Beschreibung

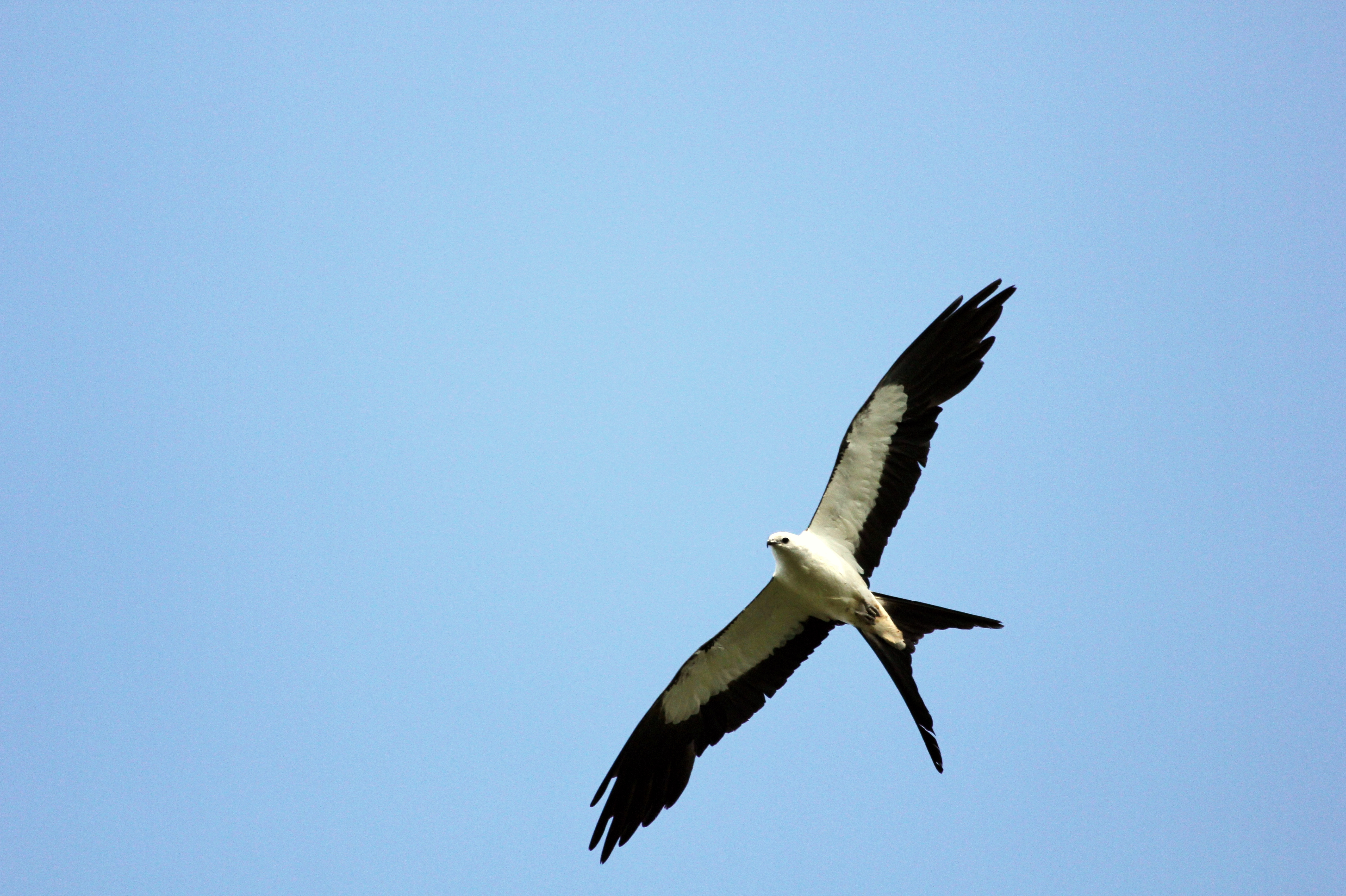
Typisches Flugbild

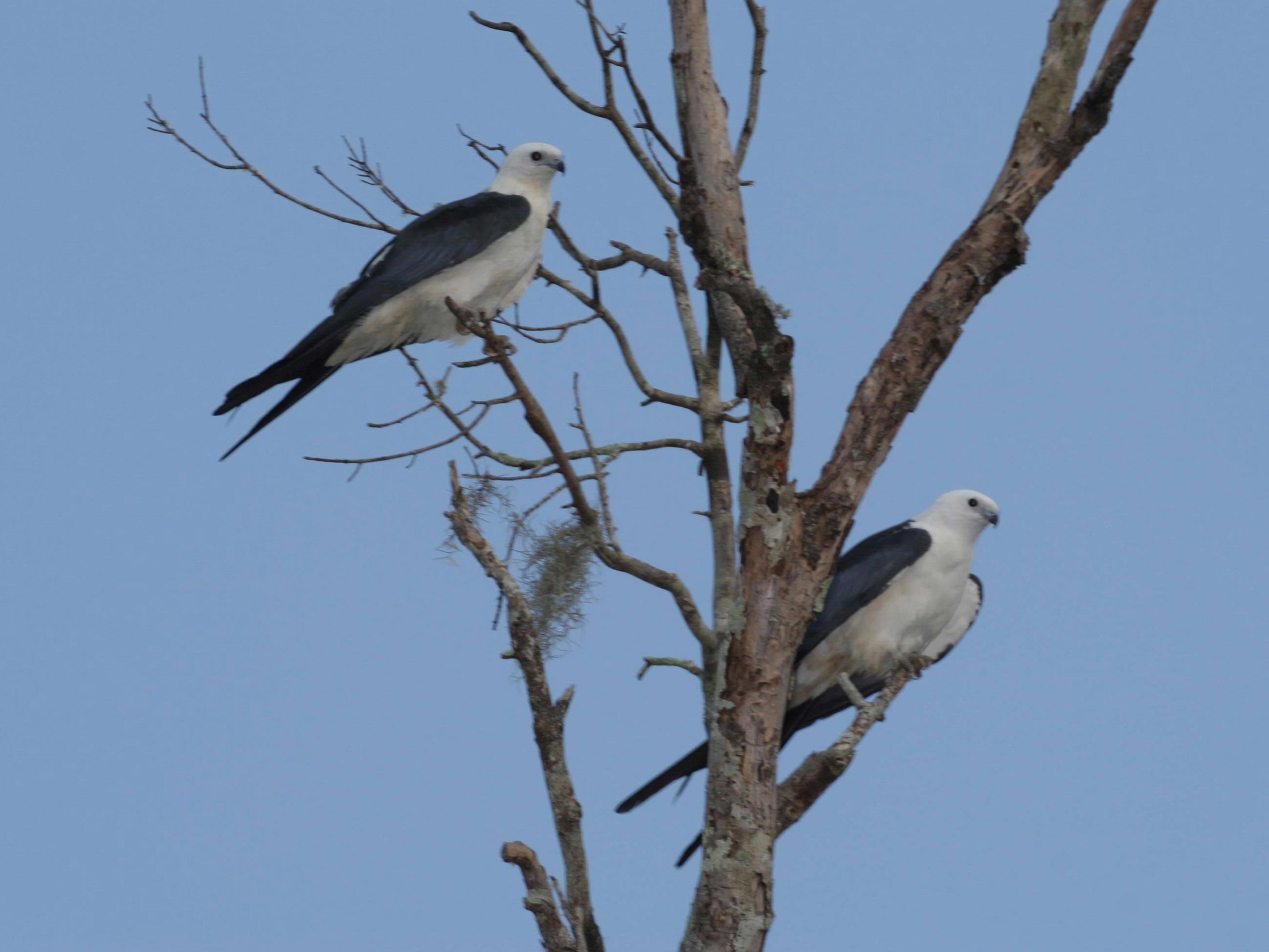
Zwei Schwalbenweihe haben sich auf einem Baum niedergelassen

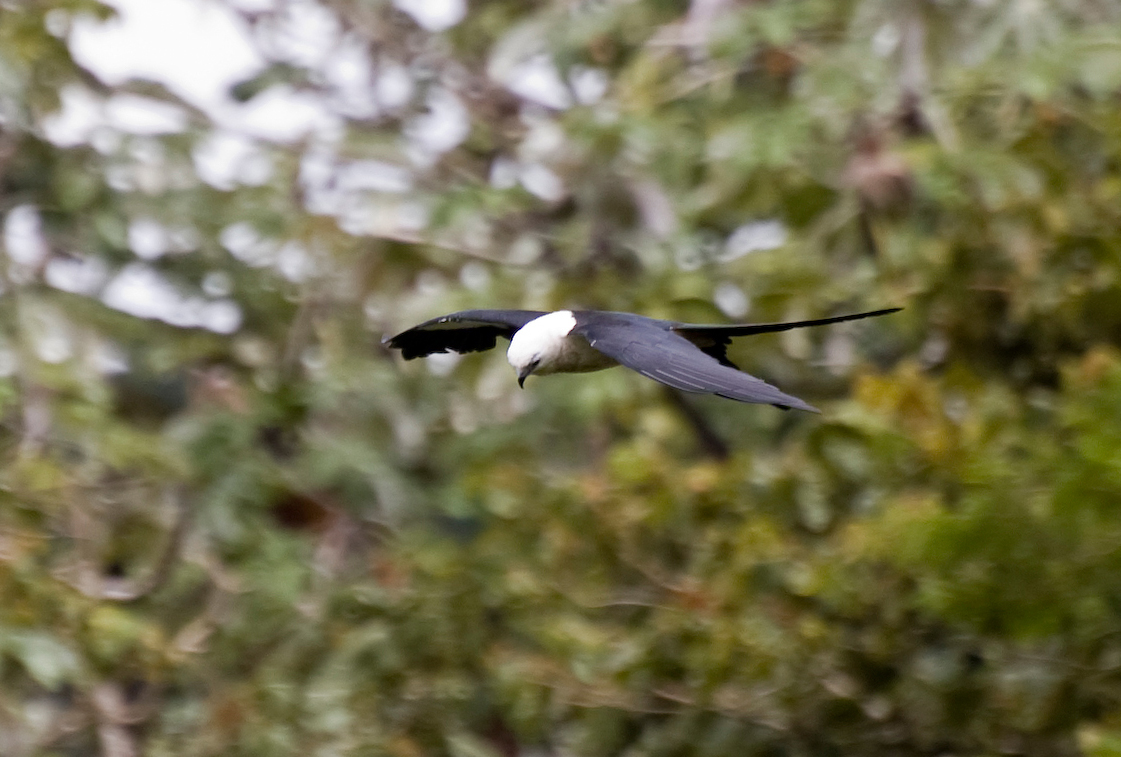
Schwalbenweih im Suchflug

Der Schwalbenweih erreicht mit 52–62 cm Körperlänge und einer Spannweite von 119 bis 136 cm etwa die Größe eines Schwarzmilans; der Schwanz misst 28–37 cm. Das Flugbild mit den langen, spitzen Flügeln und dem sehr tief, über mehr als die Hälfte der Länge gegabelten Schwanz ist innerhalb des Verbreitungsgebiets allenfalls mit dem Prachtfregattvogel verwechselbar. Jedoch wirkt der kleine Kopf mit dem feinen Schnabel und dem fehlenden Orbitalring um das Auge taubenartig. Die Beine und Füße sind zierlich mit kurzem Tibiotarsus. Die Geschlechter unterscheiden sich äußerlich nicht, Weibchen sind aber durchschnittlich 3 %, im Norden der Verbreitung sogar 8 % langflügeliger als Männchen.
Der Schnabel ist schwarz, die Wachshaut dunkel blaugrau. Die Iris ist rot. Kopf, Hals, Unterseite, Unterflügeldecken und Achselfedern sind weiß. Rücken, Oberflügeldecken, Schwingen und Steuerfedern sind blauschwarz, wobei die Schulterfedern, die Randdecken und die Kleinen Oberen Armdecken dabei metallisch purpurn, lila, grünlich oder bronzefarben schimmern. Die übrigen schwarzen Partien wirken blaugrau überstäubt. Bei sitzenden Vögeln können aufgrund der überwiegend weißen Oberarmschwingen und der weißen Basen der Armschwingen scheinbar unregelmäßige, weiße Partien auf dem Rücken zu sehen sein. Beine und Füße sind hell blaugrau.
Vögel im Jugendkleid sind adulten Vögeln sehr ähnlich, jedoch kurzschwänziger. Die Iris ist hier rotbraun. Die schwarzen Partien sind matter schwarz oder leicht braunschwarz bzw. grünlicher bei der nördlichen Unterart. Schmale weiße Spitzensäume der Oberflügeldecken, Schwingen und Steuerfedern sind nach sechs bis neun Monaten vollkommen abgetragen. Kopf und Brust können einen gelblich beigen Anstrich haben und von feinen, schwarzen Schaftstrichen durchsetzt sein.

## Stimme
Der Schwalbenweih ist in der Regel nicht sehr ruffreudig. Nur bei Ausdrucksflügen, am Nest (insbesondere bei Störungen) und bei der abendlichen Versammlung von Schlafgesellschaften ist erhöhte Rufaktivität zu verzeichnen. Die Rufe sind hoch und pfeifend, meist etwas schwächlich klingend, manchmal aber auch durchdringend laut und weit zu hören. Es handelt sich meist um mehrsilbige Reihen. Als Alarmruf wird ein lautes klie-klie-klie beschrieben. Ein langgezogenes, aufsteigendes tju-wieh ist bei Balzflügen und bei der Kopulation zu vernehmen. Bei der Übergabe von Nahrung, beim Wechsel der Partner am Nest oder als Bettelruf in verschiedenen Zusammenhängen wird ein einsilbiges oder in längeren Abständen gereihtes ieep vorgebracht. Beim Aufbruch von Schlafgesellschaften am Morgen wurde ein leises Zwitschern festgestellt.

## Systematik
Der Schwalbenweih wurde 1758 von Carl von Linné in dessen Systema naturae als Milvus forficatus erstbeschrieben. Louis Pierre Vieillot stellte ihn 1818 in eine monotypische Gattung Elanoides. Der Schwalbenweih gehört zur Unterfamilie der Wespenbussarde (Perninae) und bildet dort das Schwestertaxon der Schopfbussarde (Aviceda), die in den Tropen der Alten Welt leben.

## Geografische Variation
Es werden zwei Unterarten anerkannt, die sich anhand der Strukturfarben des Rückengefieders unterscheiden lassen. Die nördliche Unterart glänzt eher purpurn bis violett, die südliche grünlich bis bronzefarben. Zudem ist die nord- und mittelamerikanische Nominatform durchschnittlich langschwänziger.
- E. f. forficatus (Linnaeus, 1758)[8] – Küstengebiete im Südosten der USA bis ins nördliche Mexiko.
- E. f. yetapa (Vieillot, 1818)[9] – südliches Mexiko mit Ausnahme von Yucatán südwärts durch Zentralamerika bis ins östliche Bolivien, Paraguay und den Nordosten Argentiniens.

## Verbreitung

Das Verbreitungsgebiet der Schwalbenweih
Sommer-Brutvogel
Stand-Brutvogel
Gastvogel

Die Brutverbreitung des Schwalbenweihs erstreckt sich über große Teile der Neotropischen Region und einen kleinen Teil der Nearktis. Noch im 19. Jahrhundert dehnte sich das Areal dort jedoch über große Teile der südöstlichen und mittleren USA aus. Die Art war hier in den Küstenebenen am Golf von Mexiko und über große Teile des Mississippi-Systems nordwärts bis Minnesota verbreitet.
Heute beschränkt sich das Brutvorkommen in den USA überwiegend auf die Florida-Halbinsel und die Küstenebenen in South Carolina und im südöstlichen Georgia. Weitere zerstreute Vorkommen gibt es auf dem Florida Panhandle, im südwestlichen Alabama, im südöstlichen und südlichen Mississippi, im Südosten und in der südlichen Mitte Louisianas und im Osten von Texas. Brutverdacht bestand nach 1970 noch in North Carolina.
Abgesehen von sehr spärlichen Brutnachweisen im Osten Mexikos setzt sich das Verbreitungsgebiet erst wieder 1500 km weiter südlich fort. Es reicht von Chiapas im Süden Mexikos über Zentralamerika, wo die Art aber nördlich von Costa Rica selten ist und an der Pazifikküste nahezu fehlt.
Das Hauptverbreitungsgebiet erstreckt sich über die nördlichen zwei Drittel Südamerikas. Die Südgrenze verläuft hier durch Ecuador und den nordöstlichen Teil Perus, schließt den Norden und Osten Boliviens sowie den Westen Paraguays ein und verläuft durch Rio Grande do Sul zum Atlantik. Zudem reicht das Areal im Nordwesten und Nordosten nach Argentinien hinein. Eine südliche Enklave liegt am Río de la Plata in Uruguay und Argentinien. In Kolumbien und Venezuela fehlt die Art in einigen Landesteilen. Relativ häufig ist sie auf Trinidad.

## Wanderungen
Die Populationen des Schwalbenweihs nördlich von 10° N und südlich des Südlichen Wendekreises sind Zugvögel, die im tropischen Südamerika überwintern. Die dort einheimischen Vögel streifen außerhalb der Brutzeit ebenfalls umher. Brutvögel aus den Gebirgen wandern meist in niedrigere Lagen ab.
Die Brutvögel der USA, Zentralamerikas und Trinidads ziehen zwischen Juli und September südwärts; der Heimzug findet zwischen Januar und März statt. Sie benutzen zwei Routen, von denen die eine über Texas, Mexiko und die zentralamerikanische Atlantikküste führt, die andere über Kuba, Jamaika und das Karibische Meer.
In Nordamerika ist die Art als unregelmäßiger Gast noch westwärts bis Colorado und nordwärts bis ins südliche Kanada – teils bis in den November hinein – zu beobachten. Als Irrgast wurde sie auf Fuerteventura festgestellt.

## Lebensraum
Der Schwalbenweih besiedelt verschiedene halboffene Landschaftsformen, Waldrandzonen oder größere Lichtungen. Besonders trockene Gebiete werden gemieden. Wichtiger als bestimmte Vegetationsgesellschaften oder Lebensraumtypen ist die Strukturierung der Landschaft. Neben hohen, frei zugänglichen Bäumen als Nistplatz müssen offene Bereiche für die Flugjagd vorhanden sein, die ein reiches Nahrungsangebot bieten. Typischerweise kommt die Art in Gehölzen oder Waldinseln in der Savanne sowie in lichteren Bereichen oder an den Rändern feuchter Wälder, an die Zypressen- oder Mangrovensümpfe oder Feuchtgrünland angrenzen, vor. Vor allem in den Tropen werden auch dichtere Wälder mit genügend Lichtungen besiedelt. Die Höhenverbreitung liegt meist unter 500 m, bei ausreichend feuchtem Klima siedelt sich der Schwalbenweih aber auch in höheren Lagen an – so in bis zu 1600 m in Mexiko und Zentralamerika oder in bis zu 3500 m in den Anden. Dort ist die Art ausnahmsweise noch in Höhen zwischen 4000 und 5000 m anzutreffen.

## Verhalten
Der Schwalbenweih verbringt den größten Teil des Tages in der Luft. Lediglich in den Morgen- und Abendstunden und bei Regen lässt er sich nieder. Meist kann man die Art im Segelflug, im Wind stehend oder niedrig über der Vegetation jagend beobachten. Der Flug wird als sehr elegant, wendig und bisweilen gaukelnd beschrieben. Eher selten kommt der tief ausgreifende, träge Schlagflug zum Einsatz. Wenn der Schwalbenweih in der Thermik segelt, erreicht er oft größere Höhen als Neuweltgeier oder Bussarde. Landemanöver wirken oft etwas unbeholfen. Beim Abfliegen verliert der Vogel typischerweise zunächst an Höhe, lässt sich mit halb geöffneten Flügeln gleiten, bis er die nötige Geschwindigkeit hat, und breitet dann die Flügel aus, um aufzusteigen.
Der Schwalbenweih ist sehr gesellig und vor allem außerhalb der Brutzeit bilden sich größere Schlafgesellschaften oder Trupps von 10 bis 50 Vögeln an Orten mit gutem Nahrungsangebot. Die größten Schlafgesellschaften bilden sich vor dem Herbstzug und können mehrere hundert Vögel umfassen. Am bislang größten Massenschlafplatz wurden über 2000 Schwalbenweihe gezählt. Auf dem Zug sind Ansammlungen von 50 Exemplaren oder an Landengen bis zu mehreren hundert Exemplaren zu beobachten. Oft vergesellschaftet sich die Art dann auch mit dem Schwebeweih (Ictinia plumbea).
Von ihren Schlafplätzen brechen Schwalbenweihe oft erst relativ spät auf (bis zu 2 Stunden nach Sonnenaufgang) und kehren kurz vor oder während des Sonnenuntergangs zurück. Vor allem morgens wird einige Zeit der Gefiederpflege gewidmet und nicht selten sonnen sich die Vögel mit ausgebreiteten Flügeln und Steuerfedern. Zur Brutzeit sind sie oft in Nestnähe bei der Gefiederpflege zu beobachten.
Aus dem Flug heraus oder beim Abflug vom Nest nach dem Brüten kann es vorkommen, dass ein Vogel sich schüttelnd ein Stück herabfallen lässt, um das Gefieder zu lüften und zu ordnen. Bisweilen berühren fliegende Vögel die Wasseroberfläche, um ihren Bauch zu benetzen. Dies dient vermutlich der Kühlung.

## Ernährung
Der Schwalbenweih ernährt sich vorrangig von größeren Fluginsekten wie Heuschrecken, Libellen und Käfern, aber auch von kleineren, schwärmenden Arten wie Termiten oder Ameisen. Ergänzend kommen Frösche, kleinere, meist baumlebende Eidechsen und Nattern, Insektenlarven, Vogeleier und Nestlinge hinzu. Weitaus seltener werden kleine Vögel wie Kolibris, Fledermäuse oder kleine Fische erbeutet sowie Früchte gefressen. Die Zusammensetzung des Nahrungsspektrums hängt stark von den lokalen Gegebenheiten ab. Während in Florida die Nahrung zu jeweils großen Teilen aus Insekten, Fröschen und Nestlingen bestand, wurden in Guatemala fast nur Insekten und kaum Frösche als Beute festgestellt. Während in den USA ein Verzehr von Früchten nicht beobachtet wurde, ist  dieser in den Tropen nicht unüblich.
Die Beute wird ausschließlich aus dem Flug heraus erbeutet und fast immer mit den Füßen gegriffen. Sie ist oft klein und schwer auszumachen, aber gut zu greifen. In äußerst elegantem und teils sehr wendigem Flug jagt die Art segelnd über den Baumwipfeln, über Büschen, Grasland und Sumpfflächen. Dabei korrigiert der Vogel unter ständigen Bewegungen des Schwanzes die Richtung, vollführt schnelle Richtungswechsel und Drehungen, stößt kurz steil herab oder lässt sich in die Vegetation fallen. Manchmal wird die Beute auch im kurzen Rüttelflug gefangen. Adulte Vögel verzehren ihre Beute im Flug und lassen sich am Tag nur selten auf Bäumen oder Ästen nieder. Die Nahrungsübergabe an Partner oder Junge erfolgt aber immer sitzend und nie im Flug. Vor allem zur Brutzeit sind am Morgen und am späten Nachmittag Suchflüge über der Vegetation zu beobachten, während die heißen Stunden des Tages zur Flugjagd nach Insekten in größeren Höhen genutzt werden.

## Fortpflanzung
Ab welchem Alter Schwalbenweihe sich fortpflanzen, ist unsicher, und ob Vögel bereits im ersten Lebensjahr zur Brut schreiten, wird kontrovers diskutiert. Die Art ist offenbar monogam, zur Länge der Paarbeziehungen liegen jedoch keine Beobachtungen vor. Es findet eine Jahresbrut statt.
Je nach geografischer Lage variieren Beginn und Dauer der Brutzeit. In Florida liegt sie zwischen März und Juli, in Zentralamerika beginnt sie spätestens im März. In Costa Rica liegt sie zwischen Januar und August.
Die Paare finden sich vermutlich schon auf dem Zug oder bleiben mit dem Vorjahrespartner zusammen. Sie verhalten sich nur in unmittelbarer Nestnähe in einem Radius von 50 bis 100 m territorial, so dass es an geeigneten Orten innerhalb von wenigen hundert Metern Ansammlungen von mehreren Nestern geben kann. Über dem Nistplatz sind in 25–100 m kreisende, stille Ausdrucksflüge zu beobachten. Eindringlinge werden jedoch bisweilen unter Rufen und kurzen Sturzflügen oder Verfolgungen vertrieben. Ob solche Flugmanöver und Rufe auch im Zusammenhang mit der Balz stehen können, ist nicht ganz klar. Die Kopulation wird meist durch Futterbetteln des Weibchens eingeleitet, das darauf vom Männchen mit Nahrung versorgt und kreisend umflogen wird, bis es auf dem Rücken des Weibchens landet, die Kopulation vollzieht und sich dann nach vorne fallen lässt und rufend abfliegt.
Das Nest steht meist relativ offen und auf sehr kleinen Ästen in Höhen zwischen 8 und 60 m in der Krone eines Baumes. In den USA handelt es sich dabei zu einem überwiegenden Anteil um Kiefern, seltener um andere Nadel- oder Laubbäume. Die Nester sind mit 30–60 cm Durchmesser relativ klein, oft nur eine dünne Plattform, meist aber etwa 10–30 cm hoch. Der Außenbau besteht aus Zweigen; die Nestmulde wird mit Bartflechten, Tillandsia usneoides, Kiefernnadeln, Rindenstreifen, Moos oder anderen Pflanzenteilen ausgekleidet. Beide Partner beteiligen sich am Bau. Oft wird zunächst ein Nest vom Vorjahr ausgebessert, vor der Eiablage dann aber doch in der Nähe ein neues gebaut.
Das Gelege besteht meist aus 1–2, seltener bis zu vier cremeweißen bis weißen, dunkelbraun bis rötlich dunkelbraun gesprenkelten Eiern von etwa 48 × 38 mm Größe, die zwischen 28 und 31 Tage lang bebrütet werden.
Die Nestlinge werden in der ersten Woche nahezu durchgehend und überwiegend vom Weibchen gehudert. Nach einer Woche hudert das Männchen nicht mehr, sondern trägt nur noch Nahrung heran. Bis zur dritten Woche werden die Jungen vom Weibchen noch nachts gehudert und tagsüber gelegentlich vor zu starker Sonneneinstrahlung beschirmt.
In der ersten Hälfte der Nestlingszeit wird Nahrung ausschließlich vom Männchen herbeigebracht. Es übergibt die Beute am Nest an das Weibchen, das die Beute zerteilt und an die Jungen verfüttert, bis diese zwei oder drei Wochen alt sind. Dann beteiligt sich auch das Weibchen vermehrt an der Nahrungsversorgung.
Junge Schwalbenweihe fliegen im Alter von 35 bis 57 Tagen aus. Bevor sie wirkliche Flüge in benachbarte Bäume wagen, üben sie  1–3 Tage lang Sprünge und Flüge zu Ästen in Nestnähe.
Die Anzahl der Bruten, bei denen mehr als ein Junges ausflog, variiert zwischen 41 % in Guatemala und 72 % in South Carolina. Bei drei Nestgeschwistern kamen in jedem beobachteten Fall allenfalls zwei durch, das jüngste starb in jedem Fall. In einigen Fällen wurde bei Bruten mit zwei Nestlingen Kainismus festgestellt.

## Etymologie und Forschungsgeschichte
Die Erstbeschreibung der Schwalbenweih erfolgte 1758 durch Carl von Linné unter dem wissenschaftlichen Namen Falco forficatus. Als Verbreitungsgebiet gab er grob Amerika an. 1818 führte Louis Pierre Vieillot die neue Gattung Elanoides ein. Dieser Begriff leitet sich ελανος elanos, deutsch ‚Milan‘ und -οιδης -oidēs, deutsch ‚-ähnelnd‘ ab. Der Artname forficatus hat seinen Ursprung in lateinisch forfex, forficis, forus, facere ‚Schere, Öffnung, Passage, machen‘. Yetapa leitet sich vom Guaraní-Wort jetapá für einen Scherenvogel ab. Gemeint war damit der Rotkehl-Schleppentyrann (Alectrurus risora (Vieillot, 1824)). Vieillot verwendete den Namen basierend auf Alcón cola-tixera von Félix de Azara. Alfred Laubmann hatte für sein Werk Die Vögel von Paraguay keinen Balg zur Verfügung. In der Literatur fand er neben Azara nur einen Nachweise für das Land und zwar am Oberlauf des Río Paraná durch Arnaldo de Winkelried Bertoni.

## Bestand
Über den Gesamtbestand liegen keine Angaben vor, Schätzungen zufolge geht er in die Hunderttausende. Vielerorts wird die Art als eher häufig beschrieben, der Bestandstrend ist teilweise positiv und obwohl sich die zunehmende Entwaldung in Südamerika negativ auswirkt, ist der Schwalbenweih doch offenbar weit weniger betroffen als andere Greifvogelarten. Aufgrund des großen Verbreitungsgebietes von über 12 Millionen km² wird er von der IUCN als nicht bedroht angesehen.
In den USA wird der Bestand auf 800 bis 1150 Brutpaare, bzw. einschließlich Nichtbrütern und aktuellem Nachwuchs auf 3200 bis 4600 Individuen nach der Brutzeit geschätzt. Die Art unterlag hier zwischen 1880 und 1940 einem starken Rückgang, der dazu führte, dass sie in großen Teilen des ursprünglichen Verbreitungsgebiets ausstarb. Während sie zuvor im Mississippibecken nordwärts bis Minnesota sowie in den südöstlichen Küstenebenen vorkam, beschränkt sich das Gros des Bestands heute auf Florida und South Carolina. Einige kleinere Vorkommen gibt es in umliegenden Küstenstaaten. Gründe für den Rückgang waren vermutlich die zunehmende Bewirtschaftung und Entwaldung der Flussauen und Ebenen sowie zu einem geringeren Teil die Bejagung. Derzeit scheint der Bestand abgesehen von lokalen Schwankungen stabil. Schutzbemühungen konzentrieren sich vor allem auf den Erhalt geeigneter Habitate und die Unterschutzstellung von größeren Schlafplätzen vor dem Herbstzug.